# Craig yr Iwrch
Craig yr Iwrch est une île du pays de Galles située à proximité du village de Llanfairynghornwy (en), dans le nord de l'île d'Anglesey.

## Étymologie
Le nom de l'île est composé des mots gallois craig, qui peut avoir plusieurs sens (« pierre, roche, falaise, escarpement, affleurement, éperon rocheux, écueil, récif »), et iwrch (« chevreuil »).

## Description
Il s'agit d'un îlot inhabité, quasiment dépourvu de flore et de faune.